# Tokiko Hirota
Tokiko Hirota (jap. 廣田 時子, Hirota Tokiko; * 11. Januar 1967) ist eine japanische Badmintonspielerin. 

## Karriere
Tokiko Hirota gewann 1988 und 1989 den japanischen Titel im Mixed. 1992 und 1993 war sie im Damendoppel erfolgreich. International wurde sie 1991 Neunte bei der Weltmeisterschaft und 1993 Zweite bei den Denmark Open.

## Sportliche Erfolge
| Saison | Veranstaltung                | Disziplin   | Platz | Name                            |
| ------ | ---------------------------- | ----------- | ----- | ------------------------------- |
| 1988   | Japan: Einzelmeisterschaften | Mixed       | 1     | Naotsugu Tanida / Tokiko Hirota |
| 1989   | Japan: Einzelmeisterschaften | Mixed       | 1     | Naotsugu Tanida / Tokiko Hirota |
| 1991   | Weltmeisterschaft            | Damendoppel | 9     | Yūko Koike / Tokiko Hirota      |
| 1992   | Japan: Einzelmeisterschaften | Damendoppel | 1     | Yūko Koike / Tokiko Hirota      |
| 1993   | Japan: Einzelmeisterschaften | Damendoppel | 1     | Yūko Koike / Tokiko Hirota      |
| 1993   | Denmark Open                 | Damendoppel | 2     | Yūko Koike / Tokiko Hirota      |